# 手柄山温室植物園
姫路市立手柄山温室植物園（ひめじしりつてがらやまおんしつしょくぶつえん）は、兵庫県姫路市の手柄山平和公園にある植物園。1980年（昭和55年）5月2日開園。
ひょうごっ子ココロンカード、どんぐりカード、姫路市高齢者福祉優待カードの対象施設になっている。
姫路市の都市計画により、緑の相談所と機能が統合されて文化センター跡地に移転される予定。

## 施設

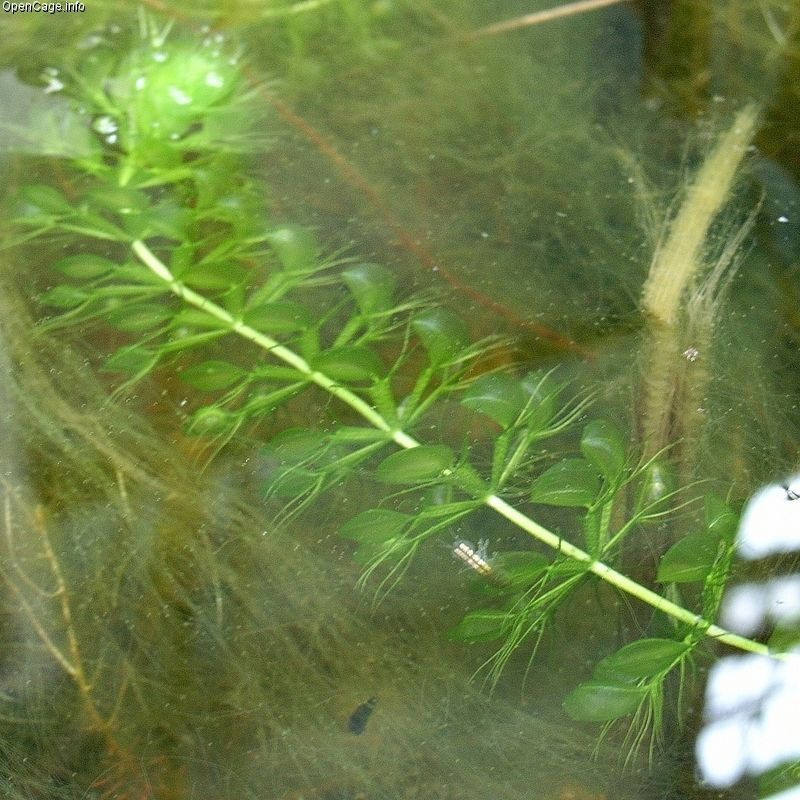
ムジナモ
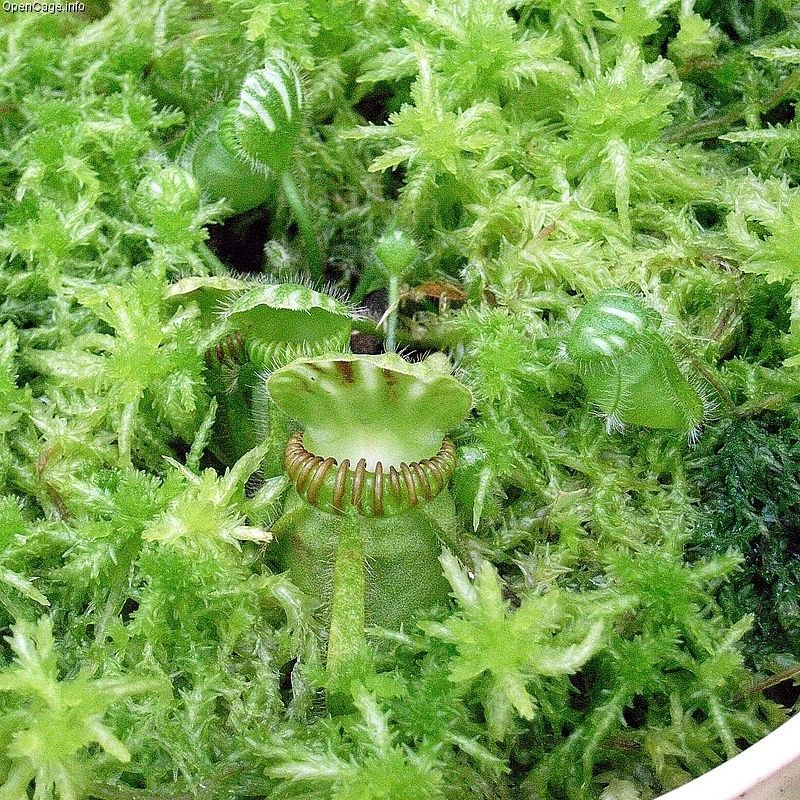
フクロユキノシタ
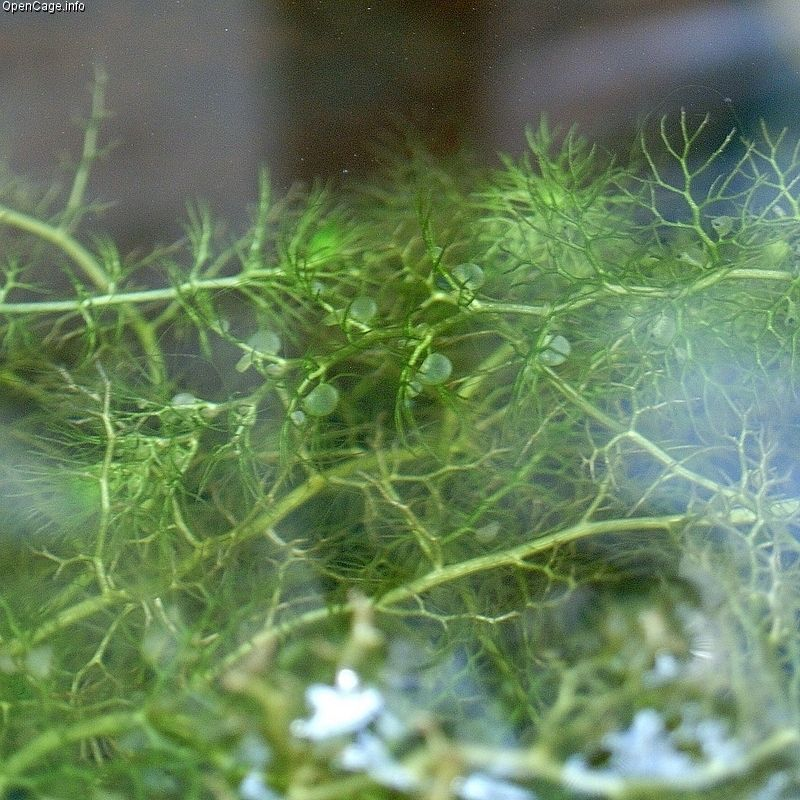
タヌキモ

- 大温室
- 小温室
- エントランス・レンガ広場
- ロックガーデン
- ハーブ園
- 花壇
- デッキテラス
- レストハウス
- サギソウ栽培温室

- ムジナモ
- フクロユキノシタ
- タヌキモ

## 手柄ザクラ
当園のある手柄山中央公園で1996（平成8年）3月、花弁数が10枚で二重咲のカスミザクラ（後述の発見者はカスミザクラ系としている）が、室井綽（植物学者、元富士竹類植物園長、旧姫路学院女子短期大学名誉教授）により発見され、発見者によりフタエカスミザクラと命名された。その後所在不明となったこともあったが、2015年（平成27年）4月頃に当園職員により再発見された。カスミザクラには半八重咲の既存の品種ハンヤエカスミザクラ（Cerasus leveilleana f.semiplena)はあるが、その品種のように雄蕊が花弁化した旗弁で擬八重状を呈しているわけではなく真の花弁自体が多いこと、花弁先端の切込みが少ないこと、雌蕊が雄蕊より長いことなどの点で区別される。このため姫路市は2020年（令和2年）1月に公益財団法人日本花の会に新種認定を申請し（日本花の会は2013年（平成25年）度より、桜の新品種を用いて名所づくりを進める団体に対しサポートをするため「桜の園芸品種認定制度」を設け、新品種の特性調査をしてお墨付きを与えることで、名称を整理し、保護・発展に寄与することを意図している）、2021年（令和3年）5月13日に新品種「手柄ザクラ」として認定された。なお、Cerasus leveilleanaはカスミザクラの学名であり、手柄ザクラは新種ではなく、あくまでカスミザクラの新「品種」である（21世紀以降に発見された本当の意味での新種はクマノザクラである）。

## 栄誉
2024年（令和6年）、絶滅危惧植物の保全や栽培研究の取り組み、希少植物の展示と教育普及活動への功績が認められ、当園の研究員が日本植物園協会の最高賞「木村賞」を受賞した。
2025年（令和7年)の2月に開催された世界らん展日本大賞で当園が出展したサギソウ（本来の開花時期ではない。市花サギソウの市民への普及啓発の一環として周年開花に取り組んでいる。）が「審査部門：日本の蘭　カテゴリー41（上記以外の日本原産の蘭の原種、それらの交配種全系統・・・花物・葉芸物すべて）」で第二席のレッドリボン賞を受賞した。周年開花に取り組む中、最も開花の難しい2月に多くの開花をみたので出展することを決定したものである
。